# Mike D'Antoni
Mike D'Antoni (Mullens, Zapadna Virginia, 8. svibnja 1951.) umirovljeni je američki profesionalni košarkaš. Igrao je na poziciji razigravača, a izabran je u 2. krugu (20. ukupno) NBA drafta 1973. od strane Kansas City-Omaha Kingsa. Glavni je trener Los Angeles Lakersa od 12. studenoga 2012. Kao glavni trener Phoenix Sunsa izabran je za trenera godine u NBA ligi. U odnosu na prošlu sezonu Phoenix je ostvario 33 pobjede više.

## Igračka karijera
Nakon završetka sveučilište Marshall, odlučio se prijaviti na draft. Izabran je u 2. krugu (20. ukupno) NBA drafta 1973. od strane Kansas City-Omaha Kingsa. Godinu kasnije imenovan je u All-Rookie drugu petorku. Nakon tri profesionalne sezone u Kingsima, odlazi u ABA momčad Spirits of St. Louis, a godinu kasnije u NBA momčad San Antonio Spurse. Njegova karijera u Spursima trajala se samo dvije utakmice, nakon čega se odlučio potražiti sreću u Europi. 
Odlaskom u talijansku Olimpiju Milano započeo je veliku europsku karijeru, čime je postao vodećim klupskim strijelcem svih vremena. U glasovanju od strane lige, izabran je za najboljeg playmakera 90-ih godina, a u svojoj zbirici trofeja osvojio je pet naslova talijanskog prvaka, dvije Eurolige, tri talijanska kupa, Kup Radivoja Koraća i Interkontinetalni kup. Nakon dobitka talijanskog državljanstva, D'Antoni je zaigrao za talijansku reprezentaciju na Europskom prvenstvu u Zagrebu 1989. godine.
U Europi je postao poznat kao odličan "kradljivac" lopti, zbog čega je dobio nadimak Arsène Lupin.

## Trenerska karijera

### Italija
D'Antoni je trenersku karijeru započeo ondje gdje je prekinuo i igračku, u talijanskom Milanu. Klub je vodio pune četiri godine, a najveće uspjehe postigao je 1992. kada je stigao do polufinala europskog prvenstva i 1993. kada je osvojio Kup Radivoja Koraća. Tri godine vodio je još jedan veliki talijanski klub, Benetton Treviso. Tijekom tog razdoblja osvojio je Europski kup, talijanski kup i talijansko prvenstvo. Kao trener oba kluba, nikada nije propustio kasniji nastavak sezone, odnosno doigravanje. 2001. natrag se vratio na klupu Benetton Trevisa. U povratničkoj sezoni odveo je klub do omjera 28-8, naslova talijanskog prvaka i polufinala Eurolige. 

### Početci u NBA
Prvi trenerski posao u NBA započeo je u sezoni 1997./98. kao direktor Denver Nuggetsa. U tom razdoblju također je radio kao sukomentator na televizijskoj mreži TNT. Sljedeće godine postao je glavnim trenerom Nuggetsa, ali je zbog loših rezultata otpušten u skraćenoj sezoni 1998./99. U sezoni 1999./00. postao je skautom u San Antonio Spursima, a sljedeće sezone imenovan je pomoćnim trenerom u Portland Trail Blazersima. 

### Phoenix Suns
2002. natrag se vratio u NBA ligu, ovaj put kao pomoćni trener u Phoenix Sunsima. Početkom sljedeće sezone imenovan je glavnim trenerom Sunsa, a usprkos negativnom omjeru u drugom dijelu sezone zadržao je svoje mjesto na klupi. Godinu kasnije, D'Antoni je u klub doveo Stevea Nasha, čime je započeo veliki preokret u povijesti franšize. Nakon dolaska Nasha i privikavanje na novi stil igre, Sunsi u sljedeće četiri godine imaju 50 ili više pobjeda u sezoni. Nakon prve cijele sezone na klupi Sunsa dobio je nagradu za trenera godine NBA lige. Kako ima i talijansko državljanstvo, D'Antoni je ujedno i prvi trener iz Europe kojem je to pošlo za rukom.

### New York Knicks
Iako je imao dvogodišnji ugovor sa Sunsima, nakon jedne žestoke svađe s tijekom studenoga 2007. godine s generalnim menadžerom Sunsa Steveom Kerrom, bilo je pitanje kada će napustiti klupu Sunsa. Klub mu je dao zeleno svjetlo za pregovore s drugim klubovima, a D'Antoni je dobio ponude mnogih klubova, među kojima je najpoželjnija bila ona Chicago Bullsa i New York Knicksa. Činili se da će prihvatiti ponudu Bullsa, ali se u zadnji tren predomislio i potpisao četverogodišnji ugovor s Knicksima vrijedan 24 milijuna dolara. S novim ugovorom kojim zarađuje 6 milijuna dolara godišnje postao je treći najbolje plaćeni trener u povijesti NBA lige. Ispred njega su jedino Jackson (12 milijuna dolara) i Popovich (7 milijuna dolara). 

## Trenerska statistika
| Klub   | Godina    | Uta. | Pob. | Izg. | Pob.–Izg.% | Završetak                     | Uta. vodio | Uta. pob. | Uta. izg. | Rezultat                        |
| ------ | --------- | ---- | ---- | ---- | ---------- | ----------------------------- | ---------- | --------- | --------- | ------------------------------- |
| DEN    | 1998./99. | 50   | 14   | 36   | .280       | 6. u Sjeverozapadnoj diviziji | —          | —         | —         | Propustili doigravanje          |
| PHX    | 2003./04. | 61   | 21   | 40   | .344       | 6. u Sjeverozapadnoj diviziji | —          | —         | —         | Propustili doigravanje          |
| PHX    | 2004./05. | 82   | 62   | 20   | .756       | 1. u diviziji Pacific         | 15         | 9         | 6         | Poraz u konferencijskom finalu  |
| PHX    | 2005./06. | 82   | 54   | 28   | .659       | 1. u diviziji Pacific         | 20         | 10        | 10        | Poraz u konferencijskom finalu  |
| PHX    | 2006./07. | 82   | 61   | 21   | .744       | 1. u diviziji Pacific         | 11         | 6         | 5         | Poraz u polufinalu doigravanja  |
| PHX    | 2007./08. | 82   | 55   | 27   | .671       | 2. u diviziji Pacific         | 5          | 1         | 4         | Poraz u prvom krugu doigravanja |
| NYK    | 2008./09. | 82   | 32   | 50   | .390       | 5. u Atlantskoj diviziji      | —          | —         | —         | Propustili doigravanje          |
| Ukupno |           | 520  | 298  | 222  | .573       |                               | 51         | 26        | 25        |                                 |

## Vanjske poveznice
- Igrački profil[neaktivna poveznica] na Basketpedya.com
- Profil na Euroleague.net